# Don't Be Cruel
Don't Be Cruel è un brano musicale scritto da Otis Blackwell e inciso da Elvis Presley nel 1956 nel singolo Hound Dog/Don't Be Cruel, di cui è il lato B. Nel 2002 la canzone è stata introdotta nella Grammy Hall of Fame. Nel 2004, il brano è stato classificato alla posizione numero 197 nella "lista delle 500 migliori canzoni di sempre" redatta dalla rivista Rolling Stone. Inoltre, Don't Be Cruel è alla posizione numero 92 nella classifica delle migliori canzoni di tutti i tempi e al quinto posto tra le migliori canzoni del 1956 stilata da Acclaimed Music.

## Elvis Presley

### Registrazione
Don't Be Cruel fu la prima canzone della quale la società di edizioni musicali di Presley, la Hill and Range, acquistò i diritti per fargliela incidere. Blackwell fu ben lieto di cedere il 50% delle royalties e di co-accreditare come autore Presley assicurandosi così che "il più famoso e nuovo cantante del tempo" la registrasse.
Presley incise il brano il 2 luglio 1956 durante un'estenuante seduta di registrazione negli RCA studios di New York City. Durante questa sessione registrò anche Hound Dog, e Any Way You Want Me. Nel brano suonano gli abituali musicisti che accompagnavano Elvis dall'inizio, Scotty Moore alla chitarra (con Presley che suonava occasionalmente la chitarra ritmica), Bill Black al basso, D. J. Fontana alla batteria, e i coristi Jordanaires. Il registro della sala prove indica Steve Sholes come produttore, ma il diario di registrazione rivela che fu principalmente Presley che produsse la canzone, selezionandola, rielaborandone l'arrangiamento al piano, e insistendo per rifarla 28 volte prima di ritenersene soddisfatto. La stessa sera fece anche 31 prove di Hound Dog.
Presley eseguì Don't Be Cruel durante tutte e tre le sue apparizioni al programma Ed Sullivan Show dal settembre 1956 al gennaio 1957.

### Importanza artistica
Don't Be Cruel divenne in assoluto uno dei più notevoli successi di Elvis Presley, con vendite stimate in circa 6 milioni di copie alla fine del 1961. Il brano diventò poi un'abituale presenza durante tutti i suoi concerti degli anni '70 (fino alla fine della sua carriera, avvenuta il 16 agosto del 1977 a causa del suo prematuro decesso), spesso unito in medley con Jailhouse Rock o Teddy Bear a simboleggiare ed evocare il suo periodo aureo, e ricordare il suo indimenticabile esordio sulle scene come rocker negli anni cinquanta.
A Cuba vendette oltre 50.000 copie.

## Cover
Molti artisti hanno interpretato la canzone, tra i quali: Billy Swan, i Cheap Trick, le Judds, Merle Haggard, John Lennon, Jerry Lee Lewis, Neil Diamond, Jackie Wilson. Lo stesso Presley rimase impressionato dalla versione di Wilson e incorporò nelle performance dal vivo molti dei manierismi utilizzati dal cantante.